# Mandy (DJ)
Mandy (* 23. Oktober 1997 in Gent als Mandy Scherpereel) ist eine belgische Hardstyle-DJ.

## Leben
Mandy kam durch ihren Vater schon früh mit elektronischer Tanzmusik in Kontakt. Im Alter von 15 Jahren begann sie das Auflegen unter dem Namen Man-D. Seit 2015 erscheinen Tracks unter ihrem Namen Mandy beim belgischen Label Dirty Workz.
Festivalauftritte hatte sie bei Tomorrowland, Decibel Outdoor, Nature One und Defqon.1.

## Diskografie

### Singles
- 2015: Reset Your Mindset
- 2015: All Heart
- 2016: Everyday
- 2017: RaggaDrop
- 2018: Gimme Your Love
- 2019: Bodyshock
- 2019: High Tonight
- 2020: We Are Warriors (mit Jelle Van Dael)
- 2020: Only Gets Better
- 2021: More Than a Human (mit Refuzion ft. Amanda Collis)